# Gaspésie—Les Îles-de-la-Madeleine—Listuguj
Circonscription électorale fédérale du Canada
Gaspésie—Les Îles-de-la-Madeleine—Listuguj (précédemment Gaspésie—Îles-de-la-Madeleine de 2004 à 2015 et Gaspésie–Les Îles-de-la-Madeleine de 2015 à 2025) est une circonscription électorale fédérale canadienne située au Québec. Établie en 2003, la circonscription est représentée à la Chambre des communes par Alexis Deschênes (Bloc québécois) depuis les élections fédérales de 2025.

## Géographie
La circonscription occupe la partie est de la péninsule gaspésienne, ainsi que les îles de la Madeleine, dans la région québécoise de Gaspésie–Îles-de-la-Madeleine. Elle est constituée des municipalités régionales de comté d'Avignon, Bonaventure, La Côte-de-Gaspé, La Haute-Gaspésie, La Matanie et Le Rocher-Percé, ainsi que de l'agglomération des Îles-de-la-Madeleine constituée des municipalités de Grosse-Île et des Îles-de-la-Madeleine, et des réserves autochtones Gesgapegiag et Listuguj.
Elle comprend :
- les villes de Gaspé, Percé, Bonaventure, Les Îles-de-la-Madeleine, Sainte-Anne-des-Monts, Murdochville, Chandler, Paspébiac et New Richmond ;
- le village de Caplan ;
- les municipalités de Cap-Chat, La Martre, Marsoui, Rivière-à-Claude, Mont-Saint-Pierre, Saint-Maxime-du-Mont-Louis, Sainte-Madeleine-de-la-Rivière-Madeleine, Grande-Vallée, Petite-Vallée, Cloridorme, Sainte-Thérèse-de-Gaspé, Grande-Rivière, Port-Daniel–Gascons, Shigawake, Hope Town, New Carlisle, Saint-Siméon, Saint-Alphonse, Saint-Elzéar et Cascapédia–Saint-Jules ;
- les municipalités de canton de Saint-Godefroi et Hope ;
- les territoires non organisés de Rivière-Bonaventure, Mont-Albert, Rivière-Saint-Jean, Coulée-des-Adolphe et Collines-du-Basque ;

Les circonscriptions limitrophes sont Rimouski—La Matapédia et Côte-Nord—Kawawachikamach—Nitassinan au Québec, et Madawaska—Restigouche et Acadie—Bathurst au Nouveau-Brunswick.

## Historique
La circonscription de Gaspésie—Îles-de-la-Madeleine est créée en 2003 à partir des circonscriptions de Bonaventure—Gaspé—Îles-de-la-Madeleine—Pabok et de Matapédia—Matane. Lors du redécoupage électoral de 2013, elle perd la MRC d'Avignon au profit de Avignon—La Mitis—Matane—Matapédia et récupère la MRC de La Haute-Gaspésie de la même circonscription. Lors du redécoupage électoral de 2023, elle gagne des parties de la circonscription dissoute d'Avignon—La Mitis—Matane—Matapédia.

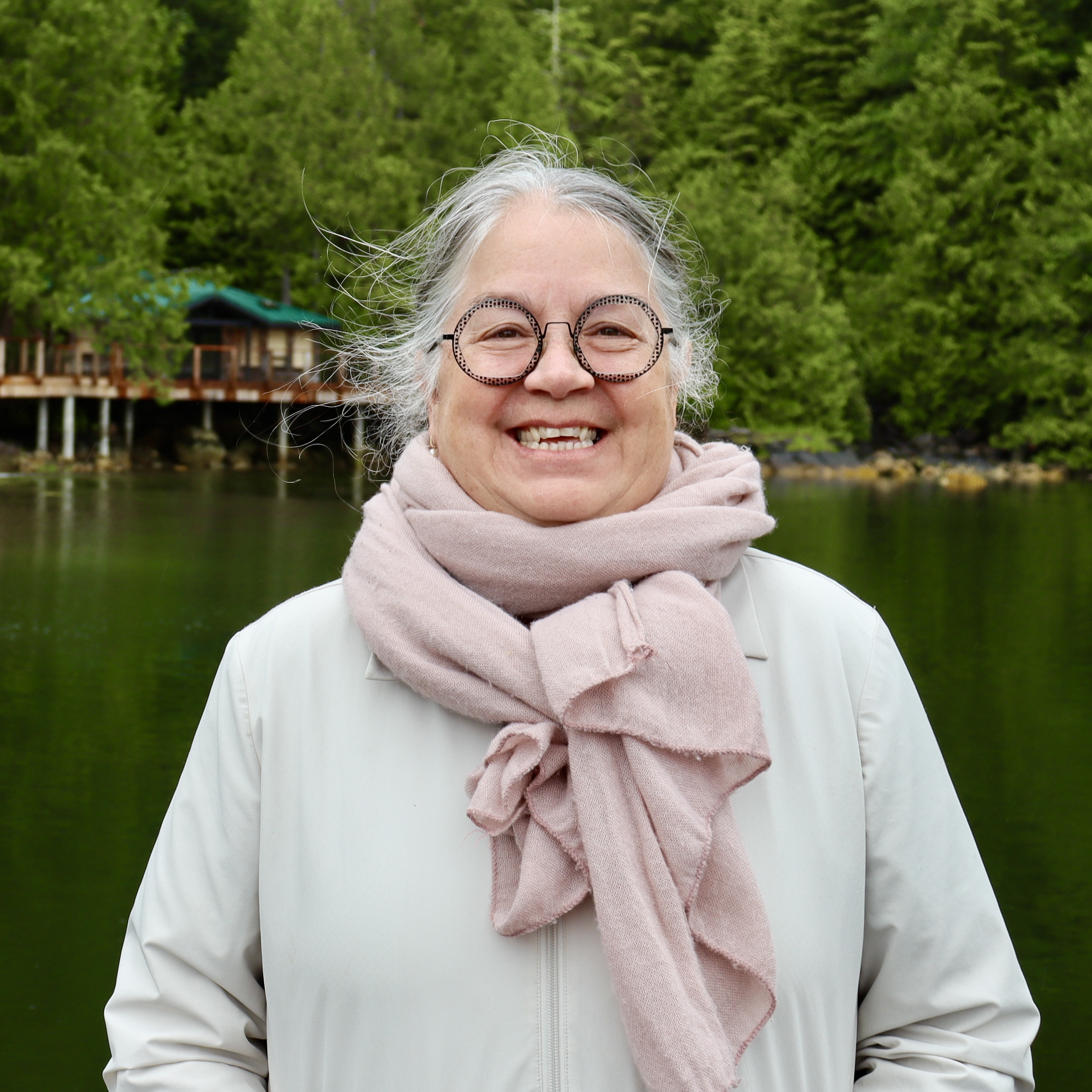
Diane Lebouthillier était la députée entre 2015 et 2025

## Députés
| Législature                                                                                             | Années          | Député              | Parti | Parti          |
| --- | --------------- | ------------------- | ----- | -------------- |
| Gaspésie—Îles-de-la-Madeleine issue de Bonaventure—Gaspé—Îles-de-la-Madeleine—Pabok et Matapédia—Matane |                 |                     |       |                |
| 38e | 2004 – 2006     | Raynald Blais       |       | Bloc québécois |
| 39e | 2006 – 2008     | Raynald Blais       |       | Bloc québécois |
| 40e | 2008 – 2011     | Raynald Blais       |       | Bloc québécois |
| 41e | 2011 – 2015     | Philip Toone        |       | Néo-démocrate  |
| Gaspésie—Les Îles-de-la-Madeleine                                                                       |                 |                     |       |                |
| 42e | 2015 – 2019     | Diane Lebouthillier |       | Libéral        |
| 43e | 2019 – 2021     | Diane Lebouthillier |       | Libéral        |
| 44e | 2021 – 2025     | Diane Lebouthillier |       | Libéral        |
| Gaspésie—Les Îles-de-la-Madeleine—Listuguj                                                              |                 |                     |       |                |
| 45e | 2025 – en cours | Alexis Deschênes    |       | Bloc québécois |

## Résultats électoraux
|       | Candidat               | Parti          | # de voix | % des voix |
|       | Jean-Pierre Pigeon     | Conservateur   | +02 399,  | 6,06 %     |
|       | Nicolas Roussy         | Bloc québécois | +08 290,  | 20,93 %    |
|       | Diane Lebouthillier    | Libéral        | +15 345,  | 38,74 %    |
|       | (sortant) Philip Toone | NPD            | +12 874,  | 32,5 %     |
|       | James Morisson         | Vert           | +00400,   | 1,01 %     |
|       | Max Boudreau           | Rhinocéros     | +00301,   | 0,76 %     |
| Total | Total                  | Total          | 39 609    | 100 %      |

|       | Candidat       | Parti          | # de voix | % des voix |
|       | Régent Bastien | Conservateur   | +06 292,  | 17,09 %    |
|       | Daniel Côté    | Bloc québécois | +11 650,  | 31,64 %    |
|       | Jules Duguay   | Libéral        | +05 533,  | 15,03 %    |
|       | Philip Toone   | NPD            | +12 427,  | 33,76 %    |
|       | Julien Leblanc | Vert           | +00913,   | 2,48 %     |
| Total | Total          | Total          | 36 815    | 100 %      |

|       | Candidat          | Parti          | # de voix | % des voix |
|       | Darryl Gray       | Conservateur   | +08 334,  | 22,84 %    |
|       | (x) Raynald Blais | Bloc québécois | +14 636,  | 40,1 %     |
|       | Denis Gauvreau    | Libéral        | +09 840,  | 26,96 %    |
|       | Gaston Langlais   | NPD            | +02 549,  | 6,98 %     |
|       | Julien Leblanc    | Vert           | +01 136,  | 3,11 %     |
| Total | Total             | Total          | 36 495    | 100 %      |